# Bué
För andra betydelser, se Bue.
Bué är en kommun i departementet Cher i regionen Centre-Val de Loire i de centrala delarna av Frankrike. Kommunen ligger  i kantonen Sancerre som tillhör arrondissementet Bourges. År 2022 hade Bué 305 invånare.

## Befolkningsutveckling
Antalet invånare i kommunen Bué
Referens:INSEE